# Ophidion grayi
Ophidion grayi är en fiskart som först beskrevs av Fowler, 1948.  Ophidion grayi ingår i släktet Ophidion och familjen Ophidiidae. Inga underarter finns listade i Catalogue of Life.